# Monte Api
O monte Api é a montanha mais alta da subcordilheira Yoka Pahar, no Himalaia do Nepal. É pouco conhecido e pouco visitado, mas tem um declive muito acentuado em relação às terras circundantes, o que o torna atrativo para montanhistas.
O Api tem 7132 m de altitude e fica no extremo noroeste do Nepal, perto das fronteiras com a Índia e o Tibete.